# Over the Odds
Over the Odds é um filme britânico de 1961, do gênero comédia, dirigido por Michael Forlong e estrelado por Marjorie Rhodes, Glenn Melvyn, Cyril Smith, Esma Cannon, Thora Hird e Wilfrid Lawson. Foi baseado em uma peça de Rex Arundel.

## Elenco
- Marjorie Rhodes - Bridget Stone
- Glenn Melvyn - George Summers
- Cyril Smith - Sam
- Esma Cannon - Alice
- Thora Hird - Sra. Carter
- Wilfrid Lawson - Willie Summers
- Frances Cuka - Hilda Summers
- Gwen Lewis - Sra. Small
- Rex Deering - Açougueiro
- Patsy Rowlands - Marilyn
- Fred Griffiths - Vendedor de frutas
- Leslie Crowther - Peixeiro